# 釜子陣屋
釜子陣屋（かまのこじんや）は、現福島県白河市東釜子に置かれた越後高田藩の奉行所である。

## 歴史
文化6年（1809年）、浅川に置かれていた陣屋（浅川陣屋）が釜子に移され、釜子陣屋が置かれる。
明治元年（1869年）、戊辰戦争で板垣退助率いる西軍に攻撃され、6月25日に消失落陣。